# Dysgonia senex
Dysgonia senex  là một loài bướm đêm thuộc họ Erebidae. Nó được tìm thấy ở Queensland.
Sải cánh dài khoảng 70 mm.